# Stíhač ponorek
Stíhač ponorek je malá válečná loď, jejíž plný výtlak nepřesahuje 500 T a která je určena k vyhledávání a ničení ponorek v pobřežních vodách, ale i na otevřeném moři. První stíhače ponorek se objevily během první světové války, když se německé a rakousko-uherské ponorky ukázaly být hrozbou pro námořní plavbu Dohody. Jednalo se o speciálně navržené konstrukce nebo o přestavby plavidel jiného určení. Hranice mezi stíhačem ponorek a jinými kategoriemi (hlídkový člun, dělový člun, korveta, …) nebyla přesně stanovena a vždy spíše záleželo na klasifikaci v rámci každého námořnictva.
Pro vyhledávání ponorek jsou stíhače ponorek vybaveny hydrofony (pasivní), sonarem (aktivní) a od druhé světové války i radarem (pro detekci vynořených ponorek, či nad hladinu vysunutých periskopů a šnorchlů) a směrovým radiozaměřovačem. K ničení ponorek pod hladinou nesly zpočátku jenom hlubinné pumy, které později doplnily i další lodní protiponorkové systémy. Čistě protiponorkovou výzbroj doplňovaly lehké kanóny a kulomety, které bylo možno použít jak k útoku na vynořenou ponorku, tak k protivzdušné obraně.
Po druhé světové válce význam stíhačů ponorek upadal a postupně jsou nahrazovány hlídkovými čluny, korvetami a fregatami.

## Čínská lidová republika

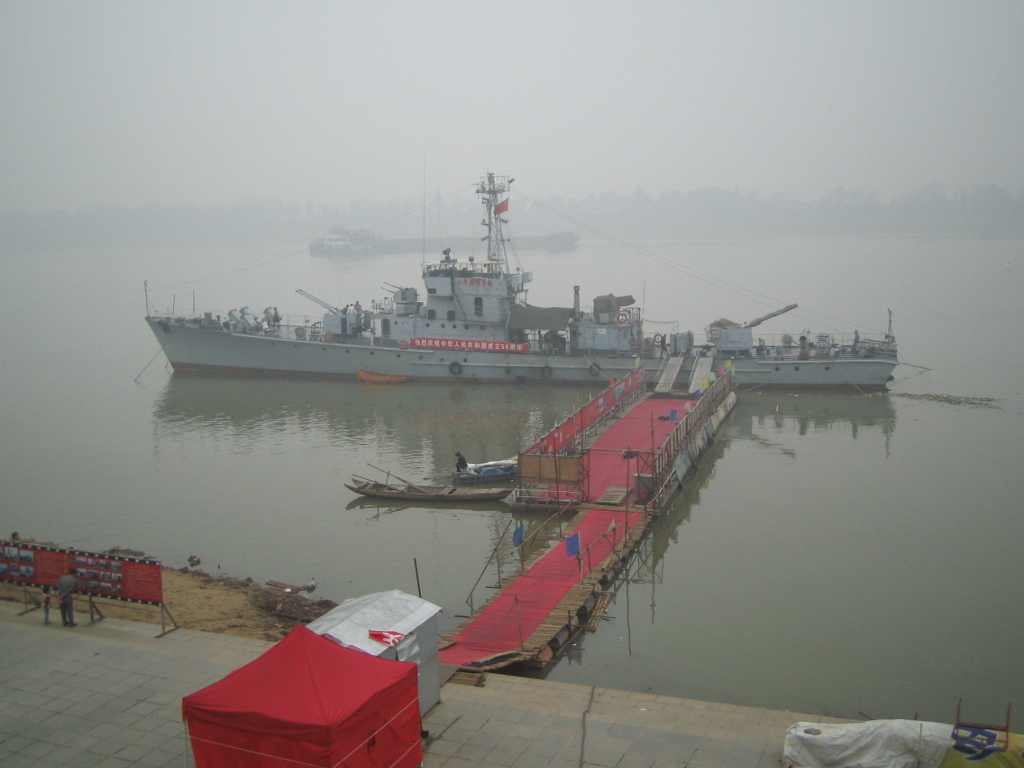
Stíhač ponorek typu 037

Námořnictvo Čínské lidové osvobozenecké armády používalo (a dosud používá) několik desítek stíhačů ponorek. Jedná se buďto o původně sovětské stíhače ponorek projektu 122bis nebo domácí stíhače ponorek typu 037 a jejich modifikace.

## Japonsko

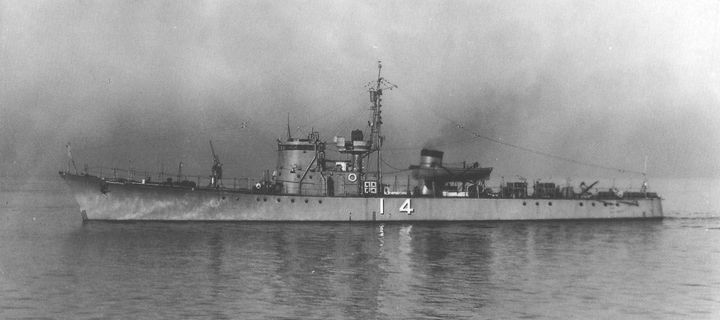
Stíhač ponorek č. 14 třídy č. 13 v březnu 1941

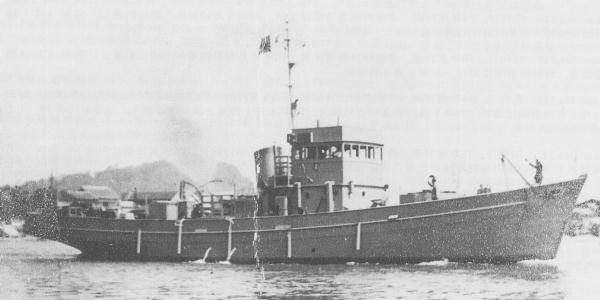
Pomocný stíhač ponorek třídy č. 1 10. ledna 1945. Číslo stíhače neznámé.

Japonské císařské námořnictvo ponorkové nebezpečí před druhou světovou válkou zanedbalo a soustředilo se zejména na ofenzivní operace. Prvními stíhači ponorek (駆潜艇 kusentei) v císařském námořnictvu tak byly až dvě jednotky třídy č. 1, které byly zařazeny do služby v roce 1934. Do konce druhé světové války zařadilo císařské námořnictvo do služby 64 stíhačů ponorek, které byly od počátku navrženy k tomuto účelu. Vedle nich používalo císařské námořnictvo pomocné stíhače ponorek (駆潜特務艇 kusen-tokumutei), z nichž některé byly získány za druhé světové války přestavbou ukořistěných nizozemských hlídkových člunů a minolovek. Vedle toho vznikly další stíhače ponorek přestavbou civilních plavidel v Japonsku – většinou se jednalo původně o velrybářské lodě a trawlery.
Japonské stíhače ponorek – až na přestavěná civilní plavidla – nenesly jména, ale pouze čísla – například Dai-iči-gó kusentei (第一号駆潜艇 ~ Stíhač ponorek č. 1). Zejména v anglické literatuře bývá k označení japonských stíhačů ponorek přidáván prefix Ch (například Ch-1) a u pomocných stíhačů prefix Cha. Tyto prefixy ale nebyly součástí značení plavidel.
Stíhače ponorek císařského námořnictva stavěné od počátku pro tento účel:
- Třída stíhačů ponorek č. 1 – 2 jednotky postavené 1933 až 1934[4]
- Stíhač ponorek č. 3 – 1 jednotka postavená 1935 až 1936[5]
- Třída stíhačů ponorek č. 4 – 9 jednotek postavených 1938 až 1939[6]
- Třída stíhačů ponorek č. 13 – 15 jednotek postavených 1939 až 1942[7]
- Třída stíhačů ponorek č. 28 – 62 jednotek plánováno, do roku 1944 dokončeno 34 jednotek, 28 zrušeno v roce 1943[8]
- Třída pomocných stíhačů ponorek č. 251 – 3 jednotky postavené 1936 až 1937 (stavěné jako stíhače ponorek, na pomocné stíhače překlasifikovány r. 1940)[9]

Pomocné stíhače ponorek:
- Třída pomocných stíhačů ponorek č. 1 – do roku 1945 postaveno 200 jednotek[10]
- Pomocný stíhač ponorek č. 101 – ex Hr. Ms. Tjerimai, pobřežní minolovka třídy Smeroe[11]
- Třída pomocných stíhačů ponorek č. 102 – 5 jednotek získáno přestavbou ukořistěných nizozemských pobřežních minolovek třídy Ardjoeno[12]
- Třída pomocných stíhačů ponorek č. 103 – 6 jednotek získáno přestavbou ukořistěných nizozemských hlídkových člunů třídy B1, sedmá jednotka zničena během přestavby[13]
- Pomocný stíhač ponorek č. 111 – ex Hr. Ms. P-11 nebo P-12[11]
- Třída pomocných stíhačů ponorek č. 112 – 3 jednotky získány přestavbou ukořistěných nizozemských minolovek třídy A[14]
- Pomocný stíhač ponorek č. 117 – ex Hr. Ms. Bantam, nizozemská minolovka třídy ABC[11]
- Pomocné stíhače přestavěné z civilních plavidel – Gogin jmenuje celkem 153 stíhačů[3]

## Polsko

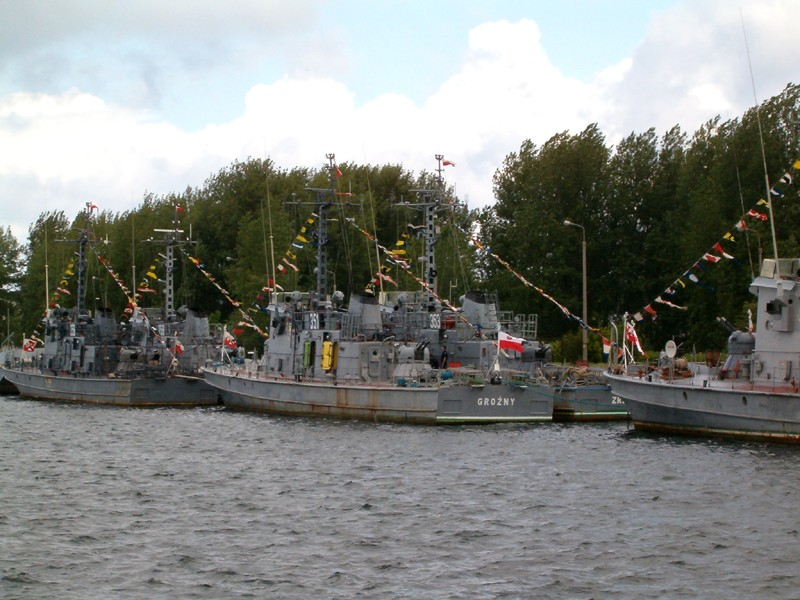
ORP Groźny a sesterské stíhače ponorek projektu 912M, 6. července 2004 v Hel

Polské námořnictvo používalo sovětské stíhače ponorek projektu 122bis a domácí stíhače ponorek projektu 912M. Poslední 912M byly vyřazeny v roce 2004.

## SSSR a Rusko

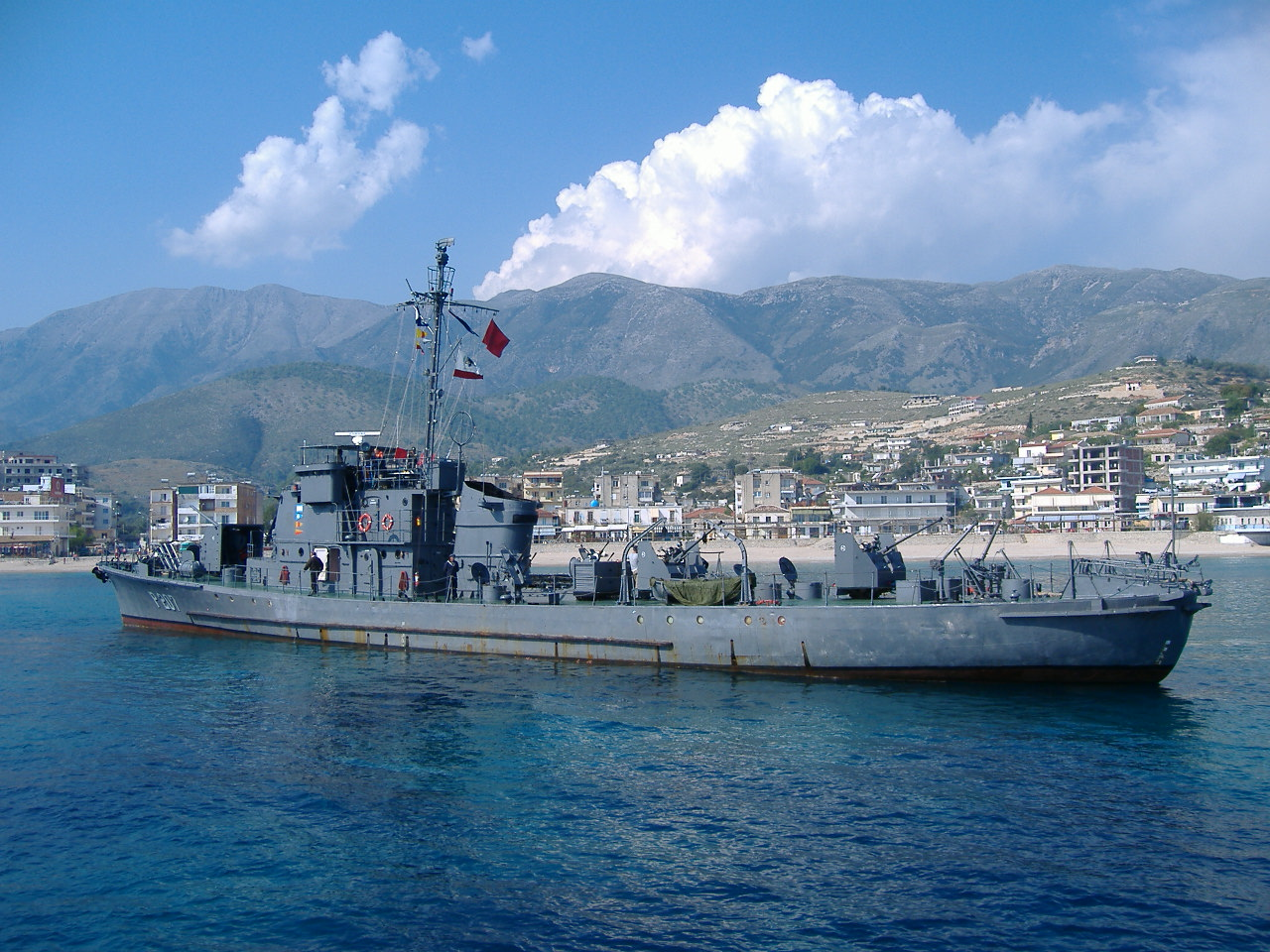
Albánský stíhač ponorek sovětského projektu 122bis

Během druhé světové války používalo sovětské námořnictvo stíhače ponorek několika tříd, z nichž nejpočetnější byla s více než 250 postavenými jednotkami třída MO-4. Rovněž používalo americké SC, které získalo na základě smlouvy o půjčce a pronájmu.
Po druhé světové válce vyvinulo stíhače ponorek projektu 122bis, které byly rovněž exportovány do Albánie, Bulharska, ČLR, Kuby, Indonésie, Polska a Rumunska. Od šedesátých let 20. století začaly být stíhače ponorek v SSSR nahrazovány korvetami.

## USA
US Navy používalo pro svoje stíhače ponorek s dřevěným trupem označení SC (Sub Chaser). Někdy jsou za stíhače ponorek považovány i větší plavidla klasifikovaná jako PC (Patrol, Coastal) s kovovým trupem.
- Třída SC-497
- Třída PC-461